# Les Fespakistes
Pour plus de détails, voir Fiche technique et Distribution.
Les Fespakistes est un documentaire franco-burkinabé réalisé en 2001 par François Kotlarski et  Éric Münch. 

## Synopsis
Cinéastes, acteurs et autres protagonistes du FESPACO 2001 (Festival du Film Panafricain de Ouagadougou, Burkina Faso) s’interrogent sur l’avenir du cinéma africain et sur la difficulté de faire des films dans des pays qui n’ont bien souvent aucune institution consacrée au cinéma. Chacun essaye de chercher quel serait l’idéal de ce cinéma en devenir. Ce film est un essai, un état des lieux de la production cinématographique en Afrique en ce début de millénaire. Il s’agit d’un manifeste, d’un constat terrible, sans appel. En offrant la parole aux cinéastes africains, tels Gaston Kaboré, Sembène Ousmane, Dani Kouyaté, Mohamed Camara, Kitia Touré, etc., le film initie les spectateurs à une découverte de l’Afrique trop souvent cachée derrière le voile pudique et pur de la coopération économique et artistique.

## Fiche technique
- Réalisation: Eric Münch et François Kotlarski
- Origine: Burkina Faso, France
- Production déléguée : Couleur Films[2]
- Coproduction : Artefilm
- Production étrangère : Cinécom Productions[3]
- Image: François Koltarski, Jean-Marie Boulet
- Son: Eric Münch
- Musique: Eric Münch
- Montage: Guillaume Germaine
- Langue de tournage : Français, Anglais

## Distribution
- Gaston Kaboré
- Sembène Ousmane
- Dani Kouyaté
- Mohamed Camara
- Kitia Touré
- Nasser Ktari
- Khaled el Haggar

## Distinctions
- 2001: Festival International de Films de Fribourg, Fribourg (Suisse) : Sélection[4]
- 2001: Vues d'Afrique, Montréal (Canada) : Sélection
- 2001: Un poing c'est court, Vaulx-en-Velin (France) : Sélection
- International Film Festival Kalamata 2002
- Festival International du Film Francophone de Namur (FIFF) - Belgique, 2002 - Sélection